# Probezzia xanthogaster
Probezzia xanthogaster är en tvåvingeart som först beskrevs av Jean-Jacques Kieffer 1917.  Probezzia xanthogaster ingår i släktet Probezzia och familjen svidknott. Inga underarter finns listade i Catalogue of Life.